# Machanga
Machanga es una villa y también uno de los doce distritos que forman la provincia de Sofala en el centro-este de Mozambique, región costera en el canal de Mozambique.

## Geografía
Este distrito tiene una extensión superficial de 4 675 km² y una población de 44 784 habitantes en 1977 y 56 192 en 2005.
Limita al norte con el distrito de Búzi, al noroeste con Chibabava, al oeste con Machaze de la provincia de Manica, al sur con Mabote y Govuro de la provincia de Inhambane y al este con el Océano Índico.
Gentilicio: Machangeño

## División administrativa
Este distrito formado por ocho localidades, se divide en tres puestos administrativos (posto administrativo), con la siguiente población censada en 2005:
- Machanga, sede, 27 873 (Zimuala y Djavane).
- Divinhe, 28 320 (Maropanhe y Buéne).
- Chiloane (Inharingue).

## Historia
Distrito creado el 25 de julio de 1986. El 25 de abril de 1987 Chiloane asciende a la categoría de puesto administrativo.